# ۸۰۹ (قمری)
۸۰۹ (قمری)، هشتصد و نهمین سال در گاهشماری هجری قمری است. اول محرم این سال برابر با بیست و هفتم ژوئن سال ۱۴۰۶ میلادی است.

## رویدادها
آنها توانستند غلبه بر تاریکی کنند